# Paul Mattick
Paul Mattick (Pomerânia, Alemanha (hoje Polônia), 13 de março de 1904 — Cambridge, Massachussets, 7 de fevereiro de 1981) foi um escritor, político, ativista marxista, filósofo político e sindicalista teuto-estadunidense ligado ao movimento Conselhista.
Ao longo de sua vida, ele continuamente criticou o bolchevismo, Lenin e os métodos organizacionais leninistas, descrevendo o seu legado político como:
"(...) uma mera ideologia para justificar o surgimento de um modificado sistema capitalista (Capitalismo de Estado), que era (...) controlado por meio de um Estado autoritário."

## Biografia
Mattick era oriundo de família proletária e socialista. Ele foi militante espartaquista desde a juventude e foi delegado ao Conselho operário das fábricas Siemens, durante o período revolucionário. Teve uma intensa militância política desde os anos 1920, participando de greves, ações de rua, tendo sido preso e ameaçado de morte.
Com a morte de Rosa Luxemburgo e Karl Liebknecht, em 1920, o Partido Comunista da Alemanha (KPD) abandona a política espartaquista e adere ao Reformismo, o que faz Mattick aderir à tendências do Comunismo de conselhos e ao Partido Comunista Operário da Alemanha (KAPD).
Começa a publicar seus primeiros textos aos 17 anos e continua sua militância, especialmente nas organizações operárias unitárias animadas por Otto Rühle.
Vivendo em sua situação difícil, desempregado, perseguido pela polícia e pelos nazistas, isolado com a mudança política depois da contra-revolução que derrotou o comunismo conselhista e transformou o KPD em satélite do Partido Bolchevique russo, além da ascensão do nazismo, que o perseguia, Mattick acabou se transferindo para os Estados Unidos.
Trabalha como ferramenteiro na metalurgia em Chicago, trabalhando na Western Eletric, milita no interior dos IWW (Industrial Workers of the World), formado por sindicalistas revolucionários e no movimento dos desempregados, mas continua mantendo contato com os alemães e holandeses adeptos do comunismo de conselhos. Adere a um pequeno grupo comunista influenciado pelo conselhismo e foi o redator da revista Living Marxism (1938-41) e New Essays (1942-43). Nesta época travou contato com Karl Korsch, que se tornou seu amigo e colaborador nestas publicações, juntamente com Anton Pannekoek e outros representantes do comunismo de conselhos, europeus e norte-americanos. O grupo em torno destas publicações buscava analisar a contra-revolução capitalista do Pós-Segunda Guerra Mundial e as novas formas de integração da classe operária no capitalismo, bem como o fascismo e o New Deal estadunidense.
Mattick trabalhou como metalúrgico durante a Segunda Guerra Mundial e teve vários conflitos com a burocracia sindical, hegemonizada na época pelo PC americano, influenciado pelo russo. Devido ameaças da burocracia sindical, Mattick teve que se transferir para Nova Iorque, passando por dificuldades financeiras, e, posteriormente, muda para uma pequena aldeia do Vermont, vivendo em forma de auto-subsistência com sua mulher e filho, em um pequeno lote de terra. Na década de 1960 muda-se para Cambridge (Boston), onde sua segunda esposa trabalha e consegue um posto para ele no Wheelock College. Dedica parte do seu tempo com pesquisas e escrevendo, conseguindo um posto temporal como Professor Visitante na Universidade de Roskielde. Em 1969 publica uma de suas obras mais importantes, Marx e Keynes - Os Limites da Economia Mista, na qual critica o keynesianismo, o stalinismo e o estatismo. Manterá, até sua morte, a ideia da revolução social através das próprias lutas operárias, isto é, a auto-emancipação proletária.
Em seus últimos anos, Paul Mattick conseguiu com suas opiniões obter algum sucesso dentro das novas gerações. Em 1978, uma coleção de seus artigos ao longo de mais de quarenta anos foi editada com o nome como Anti-Bolshevik Communism.
Paul Mattick morreu em fevereiro de 1981 deixando um manuscrito quase terminado de outro livro, que mais tarde seria editado e publicado por seu filho, Paul Mattick Jr., como o título Marxism - Last Refuge of the Bourgeoisie?.

## Principais obras
Mattick publicou mais de 80 obras sendo algumas delas:
- Marx e Keynes - Os Limites da Economia Mista.
- Integração Capitalista e Ruptura Operária
- Crítica aos Neomarxistas
- Expectativas Falidas
- Marxismo, O Ùltimo Refúgio da Burguesia
- Crises e Teorias das Crises